# Primera B de Fútbol Femenino 2023 (Chile)
El Campeonato Nacional de la Primera B de Fútbol Femenino 2023 fue la cuarta edición del torneo de la Primera B de Fútbol Femenino de Chile. 
El torneo se inició el 17 de junio de 2023 y finalizará en octubre del mismo año, esto debido a la realización de los Juegos Panamericanos Santiago 2023.
La única novedad es la inclusión de los tres descendidos de la Primera División 2022: Everton, Deportes La Serena y Huachipato.

## Sistema
El sistema de campeonato para el año 2023, será similar al utilizado durante la temporada 2022, con los 19 equipos que participaron de la edición anterior, más los tres descendidos desde la Primera División Femenina 2022.
El total de 22 equipos será dividido en cuatro zonas: Zona Norte, Zona Centro Norte, Zona Centro Sur y Zona Sur. La Zona Norte estará compuesto por 4 equipos, mientras que las otras 3 Zonas, tendrán 6 equipos cada uno. En la fase zonal se disputarán 2 fases, la primera consta en que la Zona Norte, tendrá 2 ruedas de 3 fechas, todos contra todos, mientras que las otras 3 Zonas, tendrán 2 ruedas de 5 fechas, también todos contra todos. En la segunda fase, la Zona Norte tendrá el mismo formato que en la primera fase; es decir, 2 ruedas de 3 fechas, todos contra todos, mientras que las otras 3 Zonas, tendrán solo una rueda de 5 fechas cada uno, también todos contra todos.
En la fase final, los dos mejores equipos de cada grupo, avanzarán a las cuartos de final. Estas 4 llaves se jugarán en un partido único, siendo locales los cuatro mejores equipos ubicados en la Tabla de Promedios, para luego disputar las semifinales y posteriormente la final, con los dos equipos finalistas ascendiendo a la Primera División 2024.
Las semifinales se jugarán en partido único y en cada una de ellas, hará de local el equipo, que haya finalizado mejor ubicado, en la Tabla de Promedios 2023 del campeonato.
La final se disputará también en partido único, en que se enfrentarán los equipos ganadores de la semifinal 1 y semifinal 2 y será local, el equipo que haya obtenido mejor posición, en la Tabla de Promedios 2023.

## Árbitros
Esta es la lista de todos los árbitros disponibles, que podrán dirigir los partidos de este torneo. Los árbitros que aparecen en la lista, pueden dirigir en las otras dos categorías profesionales, siempre y cuando la ANFP, así lo estime conveniente. 
| Árbitros | Edad | Categoría |
| -------- | ---- | --------- |

## Relevos
| Pos  | a Primera División |
| ---- | ------------------ |
| Lig. | Coquimbo Unido     |
| Lig. | Cobresal           |

| Pos   | a Primera B        |
| ----- | ------------------ |
| Prom. | Everton            |
| 8.°   | Deportes La Serena |
| 8.°   | Huachipato         |

## Localización

### Ubicación
| Equipo               | Región             | Comuna o ciudad |
| -------------------- | ------------------ | --------------- |
| San Marcos de Arica  | Arica y Parinacota | Arica           |
| Cobreloa             | Antofagasta        | Calama          |
| Deportes Copiapó     | Atacama            | Copiapó         |
| Deportes La Serena   | Coquimbo           | La Serena       |
| Everton              | Valparaíso         | Viña del Mar    |
| San Luis de Quillota | Valparaíso         | Quillota        |
| Santiago Wanderers   | Valparaíso         | Valparaíso      |
| Unión La Calera      | Valparaíso         | La Calera       |
| Unión San Felipe     | Valparaíso         | San Felipe      |
| Barnechea            | Metropolitana      | Lo Barnechea    |
| Deportes Melipilla   | Metropolitana      | Melipilla       |
| Deportes Recoleta    | Metropolitana      | Recoleta        |
| Lautaro de Buin      | Metropolitana      | Buin            |
| Magallanes           | Metropolitana      | San Bernardo    |
| Unión Española       | Metropolitana      | Independencia   |
| Deportes Santa Cruz  | O'Higgins          | Santa Cruz      |
| Curicó Unido         | Maule              | Curicó          |
| Rangers              | Maule              | Talca           |
| Ñublense             | Ñuble              | Chillán         |
| Huachipato           | Biobío             | Talcahuano      |
| Deportes Temuco      | La Araucanía       | Temuco          |
| Deportes Valdivia    | Los Ríos           | Valdivia        |

| Barnechea Deportes Recoleta Unión Española Lautaro de Buin \| Deportes Melipilla \| |
| Deportes Melipilla                                                                  |

| Deportes Melipilla |

## Información
| Equipo              | Ciudad                   | Entrenador          | Estadio                         |
| ------------------- | ------------------------ | ------------------- | ------------------------------- |
| Barnechea           | Santiago (Lo Barnechea)  | Jorge De La Barra   | Complejo La América El Monte    |
| Cobreloa            | Calama                   | Joao Egaña          | Complejo Villa Ayquina          |
| Curicó Unido        | Curicó                   | Patricio Silva      | Complejo Deportivo Curicó Unido |
| Deportes Copiapó    | Copiapó                  | Bryan Alfaro        | Luis Valenzuela Hermosilla      |
| Deportes La Serena  | La Serena                | Wilson Fre          | La Portada                      |
| Deportes Melipilla  | Santiago (Melipilla)     | Bandera de ?        |                                 |
| Deportes Recoleta   | Santiago (Recoleta)      | Bandera de ?        |                                 |
| Deportes Santa Cruz | Santa Cruz               | Bandera de ?        | Joaquín Muñoz García            |
| Deportes Temuco     | Temuco                   | Rodrigo Zambrano    | Complejo M11                    |
| Deportes Valdivia   | Valdivia                 | Nicolás Mujica      | Complejo UACh                   |
| Everton             | Viña del Mar             | Pablo Guerra        | Sausalito                       |
| Huachipato          | Talcahuano               | Marcelo Saavedra    | El Morro                        |
| Lautaro de Buin     | Santiago (Buin)          | Paola Mendoza       | Lautaro de Buin                 |
| Magallanes          | Santiago (San Bernardo)  | Cristián Figueroa   | Luis Navarro Avilés             |
| Ñublense            | Chillán                  | Bandera de ?        | Complejo Deportivo Ñublense     |
| Rangers             | Talca                    | Mauricio Valenzuela | Fiscal de Talca                 |
| San Luis            | Quillota                 | Pablo Bolados       | Complejo San Luis               |
| San Marcos de Arica | Arica                    | Raúl Figueroa       | Complejo Valle Nuevo            |
| Santiago Wanderers  | Valparaíso               | Víctor Rodo         | Complejo Deportivo Mantagua     |
| Unión Española      | Santiago (Independencia) | Elian Rosales       | Santa Laura Universidad-SEK     |
| Unión La Calera     | La Calera                | José Aguilar        |                                 |
| Unión San Felipe    | San Felipe               | Bandera de ?        | Complejo Unión San Felipe       |

## Fase Zonal

### Zona Norte
| Pos. | Equipo              | Pts. | PJ | G | E | P | GF | GC | Dif. |  |
| ---- | ------------------- | ---- | -- | - | - | - | -- | -- | ---- |  |
| 1    | Deportes Copiapó    | 19   | 12 | 5 | 4 | 3 | 21 | 15 | +6   |  |
| 2    | Deportes La Serena  | 17   | 12 | 4 | 5 | 3 | 20 | 14 | +6   |  |
| 3    | Cobreloa            | 16   | 12 | 4 | 4 | 4 | 17 | 17 | 0    |  |
| 4    | San Marcos de Arica | 11   | 12 | 2 | 5 | 5 | 16 | 28 | −12  |  |

Actualizado a los partidos jugados el 10 de septiembre de 2023.
 Fuente: ANFP y Campeonato Chileno
     Accede a los cuartos de final.

### Zona Centro Norte
| Pos. | Equipo               | Pts. | PJ | G  | E | P  | GF  | GC | Dif. |  |
| ---- | -------------------- | ---- | -- | -- | - | -- | --- | -- | ---- |  |
| 1    | Everton              | 42   | 15 | 14 | 0 | 1  | 100 | 7  | +93  |  |
| 2    | Santiago Wanderers   | 33   | 15 | 11 | 0 | 4  | 50  | 11 | +39  |  |
| 3    | Unión La Calera      | 25   | 15 | 8  | 1 | 6  | 24  | 33 | −9   |  |
| 4    | Deportes Melipilla   | 13   | 15 | 4  | 1 | 10 | 17  | 56 | −39  |  |
| 5    | Unión San Felipe     | 13   | 15 | 4  | 1 | 10 | 17  | 60 | −43  |  |
| 6    | San Luis de Quillota | 7    | 15 | 2  | 1 | 12 | 14  | 55 | −41  |  |

Actualizado a los partidos jugados el 20 de septiembre de 2023.
 Fuente: ANFP y Campeonato Chileno
     Accede a los cuartos de final.

### Zona Centro Sur
| Pos. | Equipo              | Pts. | PJ | G  | E | P  | GF | GC | Dif. |  |
| ---- | ------------------- | ---- | -- | -- | - | -- | -- | -- | ---- |  |
| 1    | Unión Española      | 45   | 15 | 15 | 0 | 0  | 94 | 4  | +90  |  |
| 2    | Magallanes          | 28   | 15 | 9  | 1 | 5  | 50 | 30 | +20  |  |
| 3    | Lautaro de Buin     | 24   | 15 | 7  | 3 | 5  | 32 | 27 | +5   |  |
| 4    | Deportes Recoleta   | 24   | 15 | 7  | 3 | 5  | 30 | 27 | +3   |  |
| 5    | Barnechea           | 6    | 15 | 2  | 0 | 13 | 13 | 64 | −51  |  |
| 6    | Deportes Santa Cruz | 4    | 15 | 1  | 1 | 13 | 6  | 73 | −67  |  |

Actualizado a los partidos jugados el 20 de septiembre de 2023.
 Fuente: ANFP y Campeonato Chileno
     Accede a los cuartos de final.

### Zona Sur
| Pos. | Equipo            | Pts. | PJ | G  | E | P  | GF | GC | Dif. |  |
| ---- | ----------------- | ---- | -- | -- | - | -- | -- | -- | ---- |  |
| 1    | Huachipato        | 37   | 15 | 12 | 1 | 2  | 56 | 14 | +42  |  |
| 2    | Curicó Unido      | 30   | 15 | 10 | 0 | 5  | 35 | 17 | +18  |  |
| 3    | Deportes Temuco   | 22   | 15 | 7  | 1 | 7  | 32 | 20 | +12  |  |
| 4    | Deportes Valdivia | 20   | 15 | 6  | 2 | 7  | 25 | 33 | −8   |  |
| 5    | Ñublense          | 17   | 15 | 5  | 2 | 8  | 21 | 32 | −11  |  |
| 6    | Rangers           | 5    | 15 | 1  | 2 | 12 | 8  | 61 | −53  |  |

Actualizado a los partidos jugados el 20 de septiembre de 2023.
 Fuente: ANFP y Campeonato Chileno
     Accede a los cuartos de final.

## Fase Final
En la fase final, los dos mejores equipos de cada grupo, avanzarán a las cuartos de final en partidos de ida y vuelta, para luego disputar las semifinales y posteriormente la final, también en partidos de ida y vuelta, con los dos equipos finalistas ascendiendo a la Primera División 2024.

### Equipos Clasificados
| 1 | 1° Zona Norte        | Deportes Copiapó   |
| 2 | 2° Zona Norte        | Deportes La Serena |
| 3 | 1° Zona Centro Norte | Everton            |
| 4 | 2° Zona Centro Norte | Santiago Wanderers |
| 5 | 1° Zona Centro Sur   | Unión Española     |
| 6 | 2° Zona Centro Sur   | Magallanes         |
| 7 | 1° Zona Sur          | Huachipato         |
| 8 | 2° Zona Sur          | Curicó Unido       |

### Cuadro
|  | Cuartos de final                        | Cuartos de final                        |                    |                | Semifinales              | Semifinales              |  |                | Final                 | Final                 |  |
|  | 30 de septiembre y 1 de octubre de 2023 | 30 de septiembre y 1 de octubre de 2023 |                    |                | 7 y 9 de octubre de 2023 | 7 y 9 de octubre de 2023 |  |                | 14 de octubre de 2023 | 14 de octubre de 2023 |  |
|  |                                         |                                         |                    |                |                          |                          |  |                |                       |                       |  |
|  |                                         |                                         |                    |                |                          |                          |  |                |                       |                       |  |
|  | Everton                                 | 4                                       |                    |                |                          |                          |  |                |                       |                       |  |
|  | Everton                                 | 4                                       |                    |                |                          |                          |  |                |                       |                       |  |
|  | Deportes La Serena                      | 0                                       |                    |                |                          |                          |  |                |                       |                       |  |
|  | Deportes La Serena                      | 0                                       |                    | Everton        | 3                        |                          |  |                |                       |                       |  |
|  |                                         |                                         |                    | Everton        | 3                        |                          |  |                |                       |                       |  |
|  |                                         |                                         | Huachipato         | 2              |                          |                          |  |                |                       |                       |  |
|  | Huachipato                              | 6                                       | Huachipato         | 2              |                          |                          |  |                |                       |                       |  |
|  | Huachipato                              | 6                                       |                    |                |                          |                          |  |                |                       |                       |  |
|  | Magallanes                              | 1                                       |                    |                |                          |                          |  |                |                       |                       |  |
|  | Magallanes                              | 1                                       |                    |                |                          |                          |  | Unión Española | 1 (2)                 |                       |  |
|  |                                         |                                         |                    |                |                          |                          |  | Unión Española | 1 (2)                 |                       |  |
|  |                                         |                                         | Everton            | 1 (4)          |                          |                          |  |                |                       |                       |  |
|  | Unión Española                          | 4                                       | Everton            | 1 (4)          |                          |                          |  |                |                       |                       |  |
|  | Unión Española                          | 4                                       |                    |                |                          |                          |  |                |                       |                       |  |
|  | Deportes Copiapó                        | 0                                       |                    |                |                          |                          |  |                |                       |                       |  |
|  | Deportes Copiapó                        | 0                                       |                    | Unión Española | 3                        |                          |  |                |                       |                       |  |
|  |                                         |                                         |                    | Unión Española | 3                        |                          |  |                |                       |                       |  |
|  |                                         |                                         | Santiago Wanderers | 1              |                          |                          |  |                |                       |                       |  |
|  | Santiago Wanderers (p.)                 | 1 (6)                                   | Santiago Wanderers | 1              |                          |                          |  |                |                       |                       |  |
|  | Santiago Wanderers (p.)                 | 1 (6)                                   |                    |                |                          |                          |  |                |                       |                       |  |
|  | Curicó Unido                            | 1 (5)                                   |                    |                |                          |                          |  |                |                       |                       |  |
|  | Curicó Unido                            | 1 (5)                                   |                    |                |                          |                          |  |                |                       |                       |  |
|  |                                         |                                         |                    |                |                          |                          |  |                |                       |                       |  |

## Campeón
|            |
| Everton    |
|            |
| 1.º título |

## Goleadoras
- Actualizado: 28 de junio de 2023

| Jugadora             | Equipo              | Goles |
| -------------------- | ------------------- | ----- |
| Jhoagny Contreras    | Everton             | 6     |
| Maricela Peña        | Cobreloa            | 3     |
| Claudia Salfate      | Everton             | 3     |
| Adriana Moreno       | Unión Española      | 3     |
| Mariana Tiznado      | Unión Española      | 3     |
| Pamela Acevedo       | Deportes Copiapó    | 2     |
| Elena Cortés         | Deportes La Serena  | 2     |
| Valentina Romero     | Deportes Valdivia   | 2     |
| Belén Bustos         | Everton             | 2     |
| María Eugenia Cortez | Everton             | 2     |
| Francisca López      | Everton             | 2     |
| Yennifer Zambrano    | Huachipato          | 2     |
| Francisca Ceballos   | Ñublense            | 2     |
| Krishna Cabrera      | San Marcos de Arica | 2     |
| María González       | Santiago Wanderers  | 2     |
| Fernanda Moncada     | Unión La Calera     | 2     |